# Basler Zeit

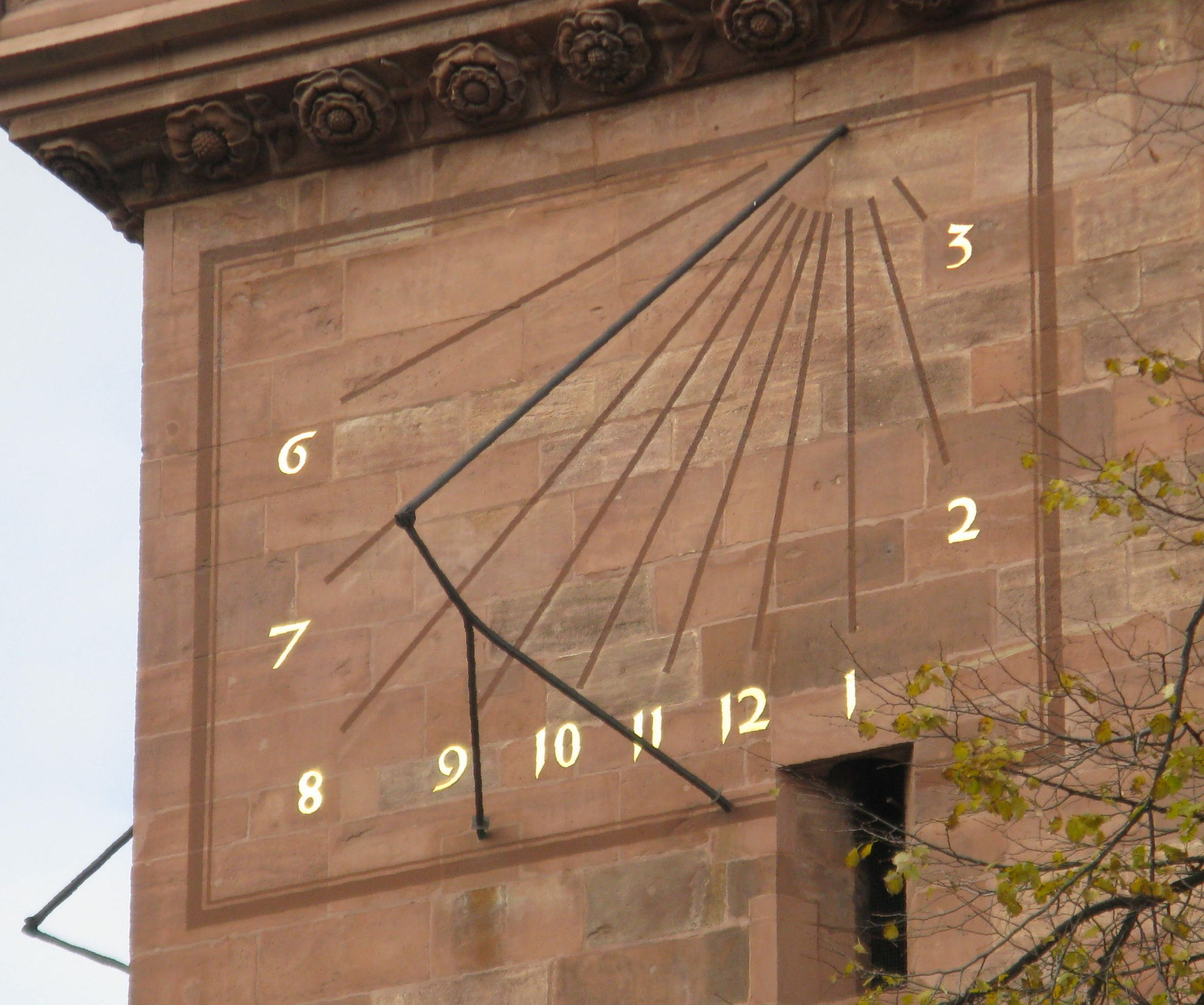
Sonnenuhr als Basler Uhr am Basler Münster (Süd-Ost). Der prinzipiell senkrechte Mittagsschatten fällt auf eine 1, nicht wie üblich auf eine 12.

Die Basler Zeit oder Basler Uhr war eine Besonderheit bei der Zählung der 24 Stunden des Tages und der mit ihnen angegebenen Tageszeit. Angegeben wurde nicht die abgelaufene, sondern die zuletzt begonnene, noch laufende Stunde. Die Basler Uhr war eine Anlehnung an die mittelalterlichen Horen (Stundengebete), deren Bezeichnungen mit Ziffern auch die jeweils beginnende Stunde betraf. Die Basler zählten z. B. Mittag und Mitternacht nicht als die zwölfte (abgelaufene Stunde), sondern als die erste (oder 13te, anbrechende Stunde). In Basel schlug z. B. die Kirchenuhr am Mittag nicht zwölf (abgelaufene Stunde/n), sondern Eins (oder Dreizehn, beginnende Stunde).
Die Basler Uhr wurde über 400 Jahre lang gebraucht und gab im Vergleich zum umliegenden Land eine um Eins höhere Stundenzahl an.

## Legenden über die Entstehung der Basler Zeit
Es gibt zwei verbreitete Legenden:
Die Stadt Basel wurde von Feinden eingeschlossen und belagert, und einige Unzufriedene der Stadt wollten eine Eroberung unterstützen. Daher wurde ein Plan geschmiedet, die Stadt mit einer Überrumpelung in finsterer Nacht einzunehmen, welche durch den Mitternachtsschlag der Uhr ausgelöst werden sollte. Als der Turmwärter kurz vor Mitternacht davon erfuhr, und die Zeit zu knapp war, die Wache still zu alarmieren, stellte er die Uhr um eine Stunde vor und verhinderte so das Angriffszeichen. Die Verschwörer wurden verunsichert, und jeder glaubte, die verabredete Stunde versäumt zu haben. In der Zwischenzeit gelang es dem Turmwärter, den Stadtkommandanten zu warnen und Verstärkung herbeizurufen. Nun blieb den Verrätern nichts mehr übrig als in ihre Häuser zurückzuschleichen, und die Belagerer liessen von ihrem Vorhaben ab.
In der Zeit des Konzils von Basel (1431 bis 1449) stellten die Konzilsteilnehmer die Uhr am Münster um eine Stunde vor, um die langen Sitzungen abzukürzen und schneller zum Mittagessen zu kommen.

## Abschaffung

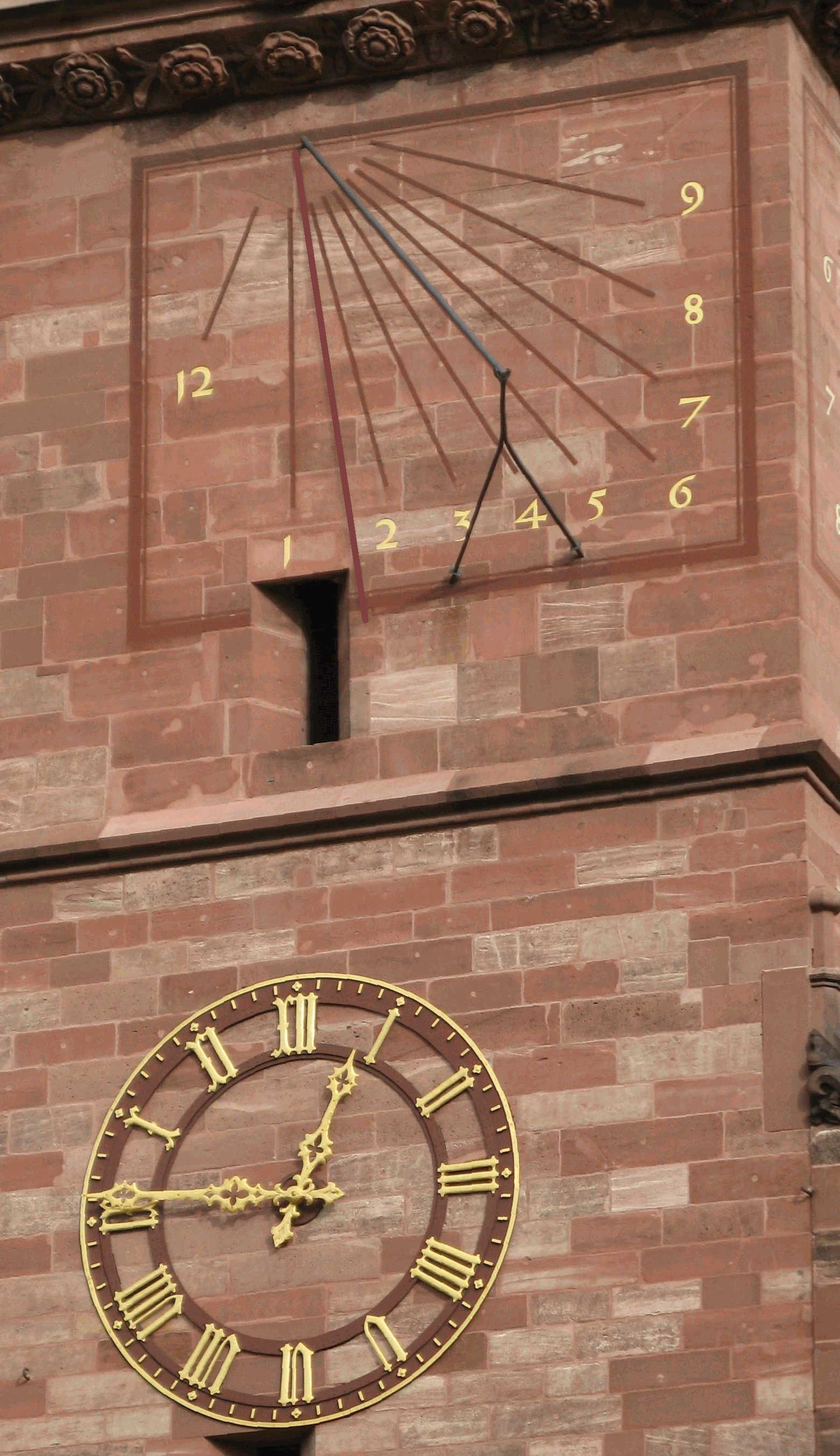
Anzeigenvergleich der Uhren am Basler Münster Anfang November: Die Sonnenuhr (Basler Zeit) zeigt etwas mehr als halb zwei, die mechanische Uhr (MEZ) zeigt viertel vor eins.

Für über 400 Jahre galt in der Stadt diese spezielle Stundenzählung. 1779 beschloss der Stadtrat, Basel an die übliche Stundenzählung anzugleichen, und erliess einen Erlass. Der überwiegende Teil der Bevölkerung aber hielt sich nicht an diesen, und es herrschte eine grosse Konfusion. Nach nur drei Wochen wurde der Versuch aufgegeben.
Erst 1798 mit dem Ende der Alten Eidgenossenschaft und mit der Errichtung der Helvetischen Republik schlug die letzte Stunde der Basler Zeit. Diese wurde am 1. Februar 1798 abgeschafft. Der Übergang erfolgte sanft, indem man in den letzten Januartagen die Zeiger über nicht veränderten Zifferblättern täglich um zehn Minuten zurückstellte.

## Die Sonnenuhr am Münster
Die Sonnenuhr am Basler Münster zeigt die alte Basler Zeit. Da gleich darunter eine mechanische Uhr die Mitteleuropäische Zeit (MEZ) oder die Mitteleuropäische Sommerzeit (MESZ) anzeigt, können die beiden Zeiten direkt verglichen werden. Beim Vergleich der beiden Uhren muss man mehrere Faktoren beachten:
- Die Sonnenuhr zeigt die alte Basler Zeitzählung, die gegenüber der heute üblichen Zeitzählung um eine Stunde vorgeht (der Sonnenhöchststand ist um 1 Uhr),
- die Sonnenuhr zeigt die Ortszeit, die gegenüber der Zonenzeit (MEZ) um rund eine halbe Stunde nachgeht (Basel liegt auf rund 7½ Grad östlicher Länge),
- die Sonnenuhr ist nicht korrigiert, d. h. sie zeigt die wahre Ortszeit, die im Jahresverlauf um rund plusminus eine Viertelstunde um die mittlere Ortszeit pendelt (darum variiert die Differenz der beiden Uhren im Jahresverlauf),
- im Sommer muss zusätzlich um die Sommerzeit korrigiert werden.

In Basler Museen sind noch weitere Sonnenuhren und Uhren und mit der 1 an der heutigen Stelle der 12 vorhanden.